# Rosario Di Vincenzo
Rosario Di Vincenzo, detto Sarìn (Genova, 16 giugno 1941), è un allenatore di calcio ed ex calciatore italiano, di ruolo portiere.

## Carriera

### Giocatore
Ha collezionato complessivamente 55 presenze in Serie A con le maglie di Inter, Varese, Lazio e Sampdoria, e 190 presenze in Serie B, serie nella quale ha conquistato 2 promozioni in massima serie, entrambe con la Lazio (stagioni 1968-1969 e 1971-1972).

### Allenatore
Ha ricoperto anche l'incarico di preparatore dei portieri del Napoli, del Siena, dove è stato anche il vice del tecnico Giuseppe Papadopulo, della Lazio, del Palermo, e dei portieri delle giovanili della Sampdoria. Dopo aver ricoperto anche il ruolo di osservatore per il Lecce, Di Vincenzo è successivamente diventato il responsabile, in collaborazione con il Club ERG asd, della "Scuola Portieri Sarin Di Vincenzo", presso il Centro Sportivo San Biagio di Genova.

## Statistiche

### Presenze e reti nei club
| Stagione         | Squadra          | Campionato       | Campionato | Campionato |
| Stagione         | Squadra          | Comp             | Pres       | Reti       |
| ---------------- | ---------------- | ---------------- | ---------- | ---------- |
| 1961-1962        | Entella          | D                | 33         | -23        |
| 1962-1963        | Inter            | A                | 0          | 0          |
| 1963-1964        | Triestina        | B                | 18         | -16        |
| 1964-1965        | Inter            | A                | 3          | -3         |
| Totale Inter     | Totale Inter     | Totale Inter     | 3          | -3         |
| lug.-nov. 1965   | Varese           | A                | 5          | -14        |
| nov. 1965-1966   | Genoa            | B                | 18         | -15        |
| 1966-1967        | Potenza          | B                | 38         | -38        |
| 1967-1968        | Lazio            | B                | 18         | -15        |
| 1968-1969        | Lazio            | B                | 27         | -17        |
| 1969-1970        | Lazio            | A                | 16         | -14        |
| 1970-1971        | Lazio            | A                | 21         | -25        |
| 1971-1972        | Lazio            | B                | 2          | -2         |
| Totale Lazio     | Totale Lazio     | Totale Lazio     | 84         | -73        |
| 1972-1973        | Brindisi         | B                | 35         | -21        |
| 1973-1974        | Brindisi         | B                | 15         | -11        |
| 1974-1975        | Brindisi         | B                | 37         | -37        |
| Totale Brindisi  | Totale Brindisi  | Totale Brindisi  | 87         | -69        |
| 1975-1976        | Sampdoria        | A                | 2          | -2         |
| 1976-1977        | Sampdoria        | A                | 8          | -11        |
| 1977-1978        | Sampdoria        | B                | 0          | 0          |
| Totale Sampdoria | Totale Sampdoria | Totale Sampdoria | 10         | -13        |
| 1978-1979        | Imperia          | C2               | 33         | -22        |
| 1979-1980        | Pro Vercelli     | D                | 10         | -?         |
| Totale carriera  | Totale carriera  | Totale carriera  | 339        | -286 +     |

## Palmarès

### Giocatore

#### Competizioni nazionali
- Campionato italiano: 2

Inter: 1962-1963, 1964-1965
- Campionato italiano di Serie B: 1

Lazio: 1968-1969

#### Competizioni internazionali
- Coppa dei Campioni: 1

Inter: 1964-1965
- Coppa delle Alpi: 1

Lazio: 1971